# نویز شدت نسبی
نویز شدت نسبی (به انگلیسی: Relative intensity noise) (آرآی‌اِن)، ناپایداری در سطح توان لیزر را توصیف می‌کند. اصطلاح نویز برای توصیف لیزرهای مورد استفاده در مخابرات فیبر نوری و سنجش از راه دور لیدار مهم است.
نویز شدت نسبی می‌تواند از ارتعاش کاواک، نوسانات در محیط بهره لیزر یا صرفاً از نویز با شدت انتقال یافته از منبع پمپ ایجاد شود. از آنجایی که شدت نویز معمولاً متناسب با شدت است، نویز شدت نسبی معمولاً مستقل از توان لیزر است؛ بنابراین، زمانی که نسبت سیگنال به نویز (اس‌اِن‌آر) توسط آرآی‌اِن محدود می‌شود، به توان لیزر بستگی ندارد. در مقابل، زمانی که اس‌اِن‌آر توسط نویز شات محدود می‌شود، با افزایش توان لیزر بهبود می‌یابد. آرآی‌اِن معمولاً در فرکانس نوسان آرامش لیزر به اوج می‌رسد و سپس در فرکانس‌های بالاتر سقوط می‌کند تا زمانی که به سطح نویز شات همگرا شود. فرکانس رول‌آف آنچه را که به عنوان پهنای‌باند آرآی‌اِن مشخص شده است تعیین می‌کند. آرآی‌اِن گاهی به عنوان نوعی نویز {\displaystyle 1/f} نامیده می‌شود که در غیر این صورت به عنوان نویز صورتی شناخته می‌شود.
نویز شدت نسبی با نمونه‌برداری از جریان خروجی یک آشکارساز نوری در طول زمان و تبدیل این مجموعه داده به فرکانس با تبدیل فوریه سریع اندازه‌گیری می‌شود. روش دیگر، می‌توان آن را با تحلیل کردن طیف سیگنال آشکارسازی‌شدهٔ نور با استفاده از یک تحلیلگر طیف الکتریکی اندازه‌گیری کرد. نویز مشاهده شده در حوزه الکتریکی با مجذور جریان الکتریکی و در نتیجه با مجذور توان نوری متناسب است؛ بنابراین، آرآی‌اِن معمولاً به صورت نوسان نسبی در مجذور توان نوری برحسب دسی‌بل بر هرتز بر روی پهنای‌باند آرآی‌اِن و در یک یا چند شدت نوری ارائه می‌شود. همچنین ممکن است به صورت درصد مشخص شود، مقداری که نشان دهنده نوسانات نسبی در هر هرتز ضرب در پهنای‌باند آرآی‌اِن است.